# Rhyacophila dilatata
Rhyacophila dilatata är en nattsländeart som beskrevs av Martynov 1935. Rhyacophila dilatata ingår i släktet Rhyacophila och familjen rovnattsländor. Inga underarter finns listade i Catalogue of Life.